# HD 95057
HD 95057，又名BD+52 1528，SAO 27858、HR 4275，是一颗恒星，视星等为6.17，位于銀經155.64，銀緯57.53，其B1900.0坐标为赤經10h 53m 23.5s，赤緯+52° 57.53′ 4″。